# Kościół Chrystusa Króla w Piekle
Kościół Chrystusa Króla w Piekle – rzymskokatolicki kościół parafialny zlokalizowany w Piekle (powiat sztumski, województwo pomorskie). Funkcjonuje przy nim parafia Chrystusa Króla.

## Historia
Świątynię wzniesiono w latach 1923–1928. Inicjatorami i sponsorami budowy byli Polacy zamieszkujący wieś, która wówczas znajdowała się na terytorium Wolnego Miasta Gdańska (miejscowość zamieszkiwały wtedy 152 rodziny – 129 ewangelików i 578 katolików). Obiekt poświęcił biskup diecezjalny gdański Edward O’Rourke 29 czerwca 1928. Pierwszym wikariuszem odprawiającym tu msze był ksiądz Klemens von Piechowski, który nie mówił po polsku, nie odprawiał mszy w tym języku i faworyzował Niemców. Około 1936 zastąpił go ksiądz Józef Dydymski, który był Polakiem. Przez krótki czas odprawiał on msze oraz nabożeństwa po polsku, jednak gdy biskupem w Gdańsku został sprzyjający nazizmowi Karol Maria Splett, posługa księdza Dydymskiego została ograniczona do kaplicy w pobliskim Domu Polskim otwartym w 1937.
Do 1976 świątynia miała charakter filialny i przynależała do parafii św. Mikołaja w Pogorzałej Wsi. Od 1 stycznia 1972 rezydował we wsi stały duszpasterz. 1 marca 1976 ustanowiono tu wikariat, a parafię erygowano 1 września 1988.

## Architektura
Świątynię wzniesiono z cegły – jest to skromny obiekt zwieńczony niewielką szkieletową wieżyczką.